# Wacław Januszewski

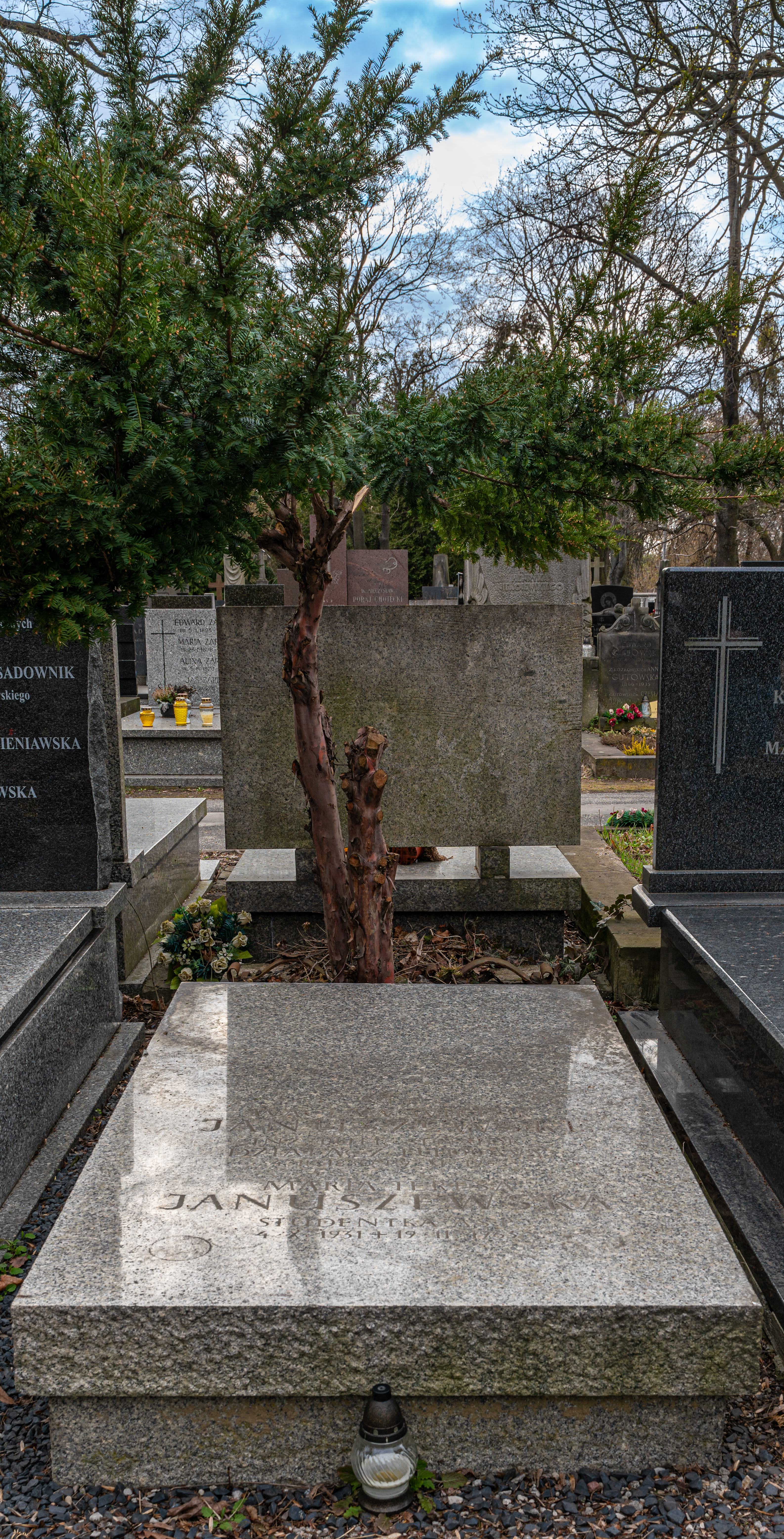
Grób Wacława Januszewskiego na cmentarzu Powązkowskim

Wacław Wiktor Januszewski ps. Kochanowski (ur. 4 stycznia 1880 w Uniejowie, zm. 9 listopada 1953 w Warszawie) – polski inżynier, senator I, II i III kadencji Senatu Rzeczypospolitej Polskiej w latach 1922–1935, kierownik Sekcji Kontroli Biura Delegata Rządu na Kraj od grudnia 1944 roku, podpułkownik uzbrojenia Wojska Polskiego.

## Życiorys
Urodził się w Uniejowie, w ówczesnym powiecie tureckim guberni kaliskiej, w rodzinie Lucjana i Marii z Kochanowskich . Ukończył gimnazjum w Łodzi, Szkołę Politechniczną we Lwowie i studia specjalne w Sorbonie. Sympatyk Polskiej Partii Socjalistycznej, deportowany do Rosji. 
Po wybuchu I wojny światowej, na terenie Sosnowca i Będzina, kierował akcją pomocy dla Legionów Polskich. Członek Centralnego Komitetu Narodowego w Warszawie (XI 1916 - II 1917) i Polskiej Organizacji Wojskowej.
W 1920 roku wstąpił do Wojska Polskiego. W czasie wojny z bolszewikami walczył pod Mińskiem Mazowieckim. 3 maja 1922 roku został zweryfikowany w stopniu podpułkownika ze starszeństwem z 1 czerwca 1919 roku i 16. lokatą w korpusie oficerów uzbrojenia. Pełnił służbę w Ministerstwie Spraw Wojskowych na stanowisku szefa Wydziału Przemysłu Wojennego, pozostając oficerem nadetatowym Okręgowego Zakładu Uzbrojenia Nr I w Warszawie. Z dniem 28 listopada 1922 roku został przeniesiony w stan nieczynny na czas trwania kadencji parlamentarnej.
Mieszkał w Warszawie. W 1934 roku pozostawał w ewidencji Powiatowej Komendy Uzupełnień Warszawa Miasto III. Posiadał przydział do Oficerskiej Kadry Okręgowej Nr I.
W latach 1935–1939 i 1945–1948 był dyrektorem Fabryki Włókien Sztucznych w Chodakowie. W czasie II wojny światowej był członkiem Stronnictwa Ludowego „Roch”. Od 1949 roku był członkiem Zjednoczonego Stronnictwa Ludowego . Zmarł 9 listopada 1953 roku w Warszawie. Został pochowany na cmentarzu Powązkowskim w Warszawie  (kwatera 93-5-5).
Wacław Januszewski był żonaty z Boguchwałą z Wołoszyńskich .

## Ordery i odznaczenia
- Krzyż Niepodległości – 23 grudnia 1933 roku „za pracę w dziele odzyskania niepodległości”[12]
- Krzyż Walecznych – 1922[13][14]